# Anopliomorpha reticolle
Anopliomorpha reticolle är en skalbaggsart som först beskrevs av Bates 1885.  Anopliomorpha reticolle ingår i släktet Anopliomorpha och familjen långhorningar.
Artens utbredningsområde är:
- Honduras.
- Nicaragua.

Inga underarter finns listade i Catalogue of Life.